# Hammerheart
Hammerheart – piąta płyta szwedzkiego zespołu muzycznego Bathory. Wydana 16 kwietnia 1990 roku.

## Lista utworów
1. "Shores in Flames" - 11:09
2. "Valhalla" - 9:35
3. "Baptised in Fire and Ice" - 7:58
4. "Father to Son" - 6:29
5. "Song to Hall up High" - 2:31
6. "Home of Once Brave" - 6:45
7. "One Rode to Asa Bay" - 10:24
8. "Outro" - 0:52

## Twórcy
- Ace "Quorthon Seth" Thomas Forsberg - śpiew, gitara
- Kothaar - gitara basowa
- Vvornth - perkusja